# Bjäckertjärnen (Borgvattnets socken, Jämtland)
Bjäckertjärnen är en sjö i Ragunda kommun i Jämtland och ingår i Ångermanälvens huvudavrinningsområde.